# ISO 3166-2:OM
Kódy ISO 3166-2 pro Omán identifikují 11 guvernorátů (stav v listopadu 2015). První část (OM) je mezinárodní kód pro Omán, druhá část sestává ze dvou písmen identifikujících region.

## Seznam kódů
```
OM-BJ 
Jižní al-Bátina

OM-DA 
Ad-Dáchilíja

OM-SJ 
Jižní aš-Šarkíja

OM-WU 
Al-Wustá

OM-ZA 
Az-Záhira

OM-MA 
Maskat

OM-MU 
Musandam

OM-ZU 
Dafár

OM-BU 
Al-Burajmí

OM-BS 
Severní al-Bátina

OM-SS 
Severní aš-Šarkíja
```